# Terre-de-Bancalié
Terre-de-Bancalié es una comuna nueva francesa situada en el departamento de Tarn, de la región de Occitania.

## Historia
Fue creada el 1 de enero de 2019, en aplicación de una resolución del prefecto de Tarn de 29 de noviembre de 2018 con la unión de las comunas de Le Travet, Ronel, Roumégoux, Saint-Antonin-de-Lacalm, Saint-Lieux-Lafenasse y Terre-Clapier, pasando a estar el ayuntamiento en la antigua comuna de Roumégoux.

## Demografía
Según los datos aportados en la resolución del prefecto de Tarn, la comuna se crea con 1711 habitantes.

## Composición
| Comuna fusionada        | Código INSEE | Población (2016) | Superficie (km²) | Densidad (hab./km²) |
| ----------------------- | ------------ | ---------------- | ---------------- | ------------------- |
| Le Travet               | 81301        | 122              | 8.44             | 14                  |
| Ronel                   | 81226        | 336              | 9.89             | 34                  |
| Roumégoux               | 81233        | 251              | 13.43            | 19                  |
| Saint-Antonin-de-Lacalm | 81241        | 272              | 28.09            | 9.7                 |
| Saint-Lieux-Lafenasse   | 81260        | 456              | 12.19            | 37                  |
| Terre-Clapier           | 81296        | 259              | 12.1             | 21                  |